# Fixed
Fixed (también conocido como Halo 6) es un EP de remixes hecho por Nine Inch Nails lanzado en 1992. Fixed es el sexto lanzamiento oficial de Nine Inch Nails y el disco de remixes complementario a Broken. Este álbum es el único álbum de remixes de NIN en no incluir un libro de letras. El álbum ganó disco de platino en el Reino Unido.Los remixers invitados incluyen a Butch Vig, J. G. Thirlwell de Foetus, Peter Christopherson de Coil, y miembros de la banda en vivo en ese momento, los cuales incluyen a Chris Vrenna y James Woolley.

## Producción
Este EP algunas técnicas de grabación muy poco ortodoxas como backmasking, layering, flangers, ruido,  cambios en el ritmo para darle al receptor un intencional sentido de confusión en las primeras (y a veces subsecuentes) escuchas. En el remix que abre el CD "Gave Up", la canción se presenta con aceleradas notas en las vocales de Trent directamente referenciadas en las letras ("it took you to make me realize"). Esto puede ser visto en cada una de las sílabas de los coros vocales corriendo aceleradas o en reversa (normalmente como archivos PCM) y usando un sampler para re-secuenciarlas juntas. John Balance (de Coil) expreso su desagrado por los coros en la canción original y decidió llevarlos en otra dirección.
"Throw This Away" es un remix de ambos "Suck" con el susurro 'I am so dirty... on the inside' y "Last" con la letra 'I want you to make me, I want you to take me, I want you to break me, and I want you to throw me away'. Las letras de "Suck" están en una más larga porción de la canción. El segmento de "Last" es oído sin la ruidosa sección final (creada por Butch Vig).
El segundo remix "Fist Fuck" tiene samplers adheridos y diálogo filmado ('I want to feel that way too... I bet you will someday') también eso contribuye al modo claustofobico de la canción.
El track final "Screaming Slave" es considerado por los fanes como la cosa más cerrada en la música industrial que Trent Reznor haya hecho. Esta canción contiene varios samples de Bob Flanagan siendo torturado en el video de "Happiness in Slavery".

## Track listing
| N.º | Título                 | Remixer(s)                                                               | Duración |  |
| 1.  | «Gave Up»              | Coil, Danny Hyde                                                         | 5:25     |  |
| 2.  | «Wish»                 | J. G. Thirlwell                                                          | 9:11     |  |
| 3.  | «Happiness in Slavery» | Trent Reznor, Chris Vrenna, P.K.                                         | 6:09     |  |
| 4.  | «Throw This Away»      | Reznor, Vrenna, Butch Vig                                                | 4:14     |  |
| 5.  | «Fist Fuck»            | Thirlwell                                                                | 7:21     |  |
| 6.  | «Screaming Slave»      | Reznor, Vrenna, Bill Kennedy, Sean Beavan, Martin Brumbach, Bob Flanagan | 8:02     |  |

- El lanzamiento oficial tuvo una contribución de Butch Vig, la cual fue la porción final de "Throw This Away". Vig había originalmente remixado "Last," pero esta fue cortada de la versión oficial del EP. Trent dijo que Vig básicamente hizo lo que siempre quiso hacer con una canción: la hizo rock. Aunque, Vig a dicho en entrevistas que su remix de "Last" no estaba incluido simplemente porque "a Trent no le gustó". Una pequeña parte del remix de Vig está incluida al final de "Throw This Away". La mezcla original apareció en internet como un archivo de 8-bit mono 11 kHz, NIN_LAST.AIFF, disponible por FTP desde ciberden.com en 1993. Este desapareció del sitio un tiempo después, pero puede ser encontrado todavía en redes p2p. Recientemente, apareció disponible en high quality (256kbit/s mp3) en remix.nin.com.

- Datos: Q1001818